# Gestão José Ivo Sartori no governo do Rio Grande do Sul
O Governo Sartori ou  Gestão José Ivo Sartori no governo do Rio Grande do Sul corresponde ao período da história política do estado do Rio Grande do Sul que se inicia com a posse de José Ivo Sartori no governo do Estado, em 1º de janeiro de 2015. Sartori foi eleito governador nas eleições gerais de 2014 após derrotar o então governador Tarso Genro no segundo turno. Sua eleição marcou o retorno do Partido do Movimento Democrático Brasileiro (PMDB) ao executivo estadual depois de oito anos.

## Primeiro mandato (2015–2019)

### 2015

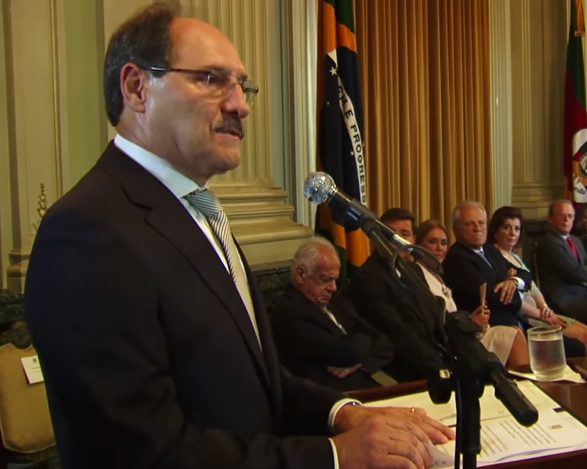
José Ivo Sartori durante o discurso de posse no Palácio Piratini, em 1º de janeiro de 2015.

#### Posse
Em 1º de janeiro de 2015, José Ivo Sartori foi empossado o 38º governador do Rio Grande do Sul. Em seu discurso de posse, prometeu medidas "duras" e "difíceis" para resolver a situação financeira do estado, então um dos mais endividados do país e que possuía no início de seu governo, uma dívida de R$ 50 bilhões com o governo federal. Durante décadas, o estado gastou mais do que arrecadou e a expectativa para 2015 era de um deficit de R$ 5,4 bilhões.
Antes mesmo de ser empossado, Sartori já havia garantido uma base governista com maioria na Assembleia Legislativa. Sua base de sustentação tinha o apoio de 33 dos 55 deputados da Assembleia Legislativa, ou 60% dos deputados estaduais. Além do PMDB (com oito deputados), seu governo teve o apoio formal do PDT (oito deputados), PP (sete deputados), PSDB (quatro deputados), PSB (três deputados), PRB (um deputado), PSD (um deputado) e PV (um deputado).

#### Primeira fase do ajuste fiscal
Um dia após a posse, assinou um decreto que cortou despesas da máquina pública e suspendeu por seis meses o pagamento de dívidas contraídas na gestão de seu antecessor Tarso Genro. Além da suspensão de pagamentos, o documento também limitou a compra de passagens aéreas e diárias. Em 5 de janeiro, outro decreto suspendeu concursos públicos e nomeações por seis meses. No entanto, no início de março, Sartori autorizaria a contratação de 910 professores para a rede estadual.
Também foi anunciado um corte de 40% das horas extras da Brigada Militar, do Corpo de Bombeiros e da Polícia Civil durante meio ano. Estas medidas constituíram a primeira fase do ajuste fiscal, e economizaram pouco mais de R$ 1 bilhão até novembro de 2015, e, de acordo com a Secretaria da Fazenda, houve uma diminuição de 47% no custeio comparado ao mesmo período do ano anterior.

#### Polêmica do aumento dos salários do executivo, judiciário e parlamentares
Em 16 de janeiro, sancionou uma lei que aumentou os salários do governador, do vice, dos secretários, dos deputados e do judiciário. O reajuste foi aprovado na Assembleia Legislativa por unanimidade, e concedeu um aumento salarial de 64,2% aos secretários estaduais e ao vice-governador, 45,9% ao governador e 26,3% aos deputados. O último reajuste ao governador, vice e secretários havia sido em 2008 e, aos deputados, em 2010; desde então, a inflação contada pelo Índice de Preços ao Consumidor Amplo (IPCA) havia sido de 47,47% desde 2008 e 26,05% desde 2010. Após uma péssima repercussão na opinião pública, ele e o vice anunciaram, em 19 de janeiro, que abririam mão do aumento de seus salários. O governador afirmou que "[...] a opinião pública reagiu, e quero deixar bem claro para vocês todos que não tenho receio nunca de rever posições e muito menos de não tomar atitudes que reconheçam essa situação."

#### Cortes no orçamento, atrasos de pagamentos e ações judiciais
Em 19 de março, anunciou um corte de R$ 1 bilhão no orçamento das secretarias com o objetivo de diminuir o déficit de 2015 para R$ 4,4 bilhões. De acordo com Sartori, o primeiro conjunto de medidas, anunciadas em janeiro, representava uma economia de R$ 600 milhões, e, com o corte de secretarias, o estado economizaria mais R$ 1,037 bilhão.
Em 24 de abril, o governo anunciou que atrasaria em um mês o pagamento de uma parcela de sua dívida com a União para pagar em dia o funcionalismo público. O anúncio foi feito um dia após o ministro da Fazenda, Joaquim Levy, negar o repasse de R$ 200 milhões devidos pelo governo federal ao Estado. De acordo com dados daquele mês, o Estado comprometia 75,5% de sua receita corrente líquida com o pagamento de pessoal, acima do limite de 49% estipulado pela Lei de Responsabilidade Fiscal (LRF). O governo acabou pagando a parcela de abril da dívida com a União no início de maio. Desde janeiro, com pouco dinheiro no caixa, o governo enfrentava dificuldades para pagar o funcionalismo em dia. Diante das perspectivas de parcelamento dos salários, várias categorias do funcionalismo público entraram desde março com ações na justiça para impedir que a medida fosse oficializada; no final de abril, agentes da segurança pública entraram em paralisação contra um provável adiamento do reajuste dos salários concedido pelo governo Tarso. Uma liminar do Tribunal de Justiça do Rio Grande do Sul, expedida em 30 de abril, proibiu o parcelamento ou atraso de salários de servidores, o que fez com este expediente não fosse usado em maio. A procuradoria-geral do Estado recorreu no Supremo Tribunal Federal (STF) contra a decisão, mas o julgamento acabou sendo suspenso em agosto, graças a um pedido de vista do ministro Teori Zavascki, o que resultou na admissão do parcelamento de salários dos servidores até que a corte chegasse a uma decisão final sobre o tema.
Viagem à Europa em busca de investimentos
No final de maio, uma comitiva composta pelo governador, secretários e parlamentares viajou à Europa com o objetivo declarado de atrair novos investimentos e a ampliação do mercado de exportações do Estado. Em Nuremberg, na Alemanha, o governador e sua equipe tiveram uma reunião com funcionários da Medical Valley e de uma empresa não identificada que planejava instalar-se na capital gaúcha. Em Paris, na França, firmou um acordo com a Airbus, que "pretende implantar um centro de desenvolvimento tecnológico em Porto Alegre na área da segurança pública", segundo informado pelo governador.

#### Segunda fase do ajuste fiscal
O governo apresentou, no início de junho à Assembleia Legislativa, o que chamou de segunda fase do pacote de ajuste fiscal, constituído por dez projetos de lei, uma emenda constitucional e três decretos. Entre as medidas, estavam: a criação da Câmara de Conciliação de Precatórios para reduzir o passivo estimado à época em R$ 9,4 bilhões; a criação da Banrisul Seguradora, autorizando o banco a atuar no ramo de distribuição de seguros, previdência aberta e capitalização; a prorrogação por mais meio ano do decreto de cortes de gastos; a criação da Lei de Responsabilidade Fiscal Estadual, que buscava estabelecer regras para a limitação do crescimento da despesa com pessoal e custeio para todos os poderes; a criação do Programa de Reorganização, Aperfeiçoamento e Promoção da Eficiência da Administração Pública Estadual, com o objetivo de racionalizar a atuação dos órgãos e entidades; e, por meio de decreto, o Estado passou a divulgar a remuneração de seus servidores. O projeto de lei que definia o orçamento de 2016, encaminhado em meados de maio, previu o congelamento dos reajustes salariais durante aquele ano e um rombo de R$ 6,2 bilhões no orçamento, que o governo tentaria sanar com receitas extras. Até o final do ano, todos os projetos da segunda etapa do ajuste deveriam ser aprovados pela Assembleia. A principal proposta, a Lei de Responsabilidade Fiscal Estadual, aprovada por 29 votos a 22, entre outros dispositivos, passaria a permitir o aumento de despesas apenas quando houver comprovação de receita. Os críticos deste projeto argumentavam que ele causaria o congelamento de salários para o funcionalismo público e dos investimentos.
Reflexo na Saúde
No início de julho, a crise financeira ocasionou o fechamento de hospitais em algumas cidades, como Erechim, Guaíba e Três de Maio. Dias antes do fechamento dos hospitais, o governo afirmou que priorizaria os repasses de recursos aos hospitais e santas casas ao invés do pagamento da folha salarial dos servidores, que poderia ficar comprometida. Depois de quase dois meses, Sartori determinou que todas as dívidas de hospitais fossem pagas com empréstimos bancários.
|                                                                                     |  | |
| Sartori anuncia o parcelamento dos salários de servidores públicos, em 31 de julho. |  | Funcionários públicos durante protesto em frente ao Palácio Piratini contra o parcelamento dos salários, em 18 de agosto. |

#### Parcelamento de salários do funcionalismo e protestos
Em 31 de julho, o secretário da Fazenda, Giovani Feltes, anunciou o parcelamento em três vezes dos salários de servidores públicos. Após o anúncio, alguns sindicatos pediram a prisão do governador, e duas entidades impetraram mandados de segurança, solicitando o fim do parcelamento no Tribunal de Justiça do Rio Grande do Sul, que negou ambos os pedidos. Funcionários públicos de diversos seguimentos iniciaram uma greve no início de agosto, em protesto contra a medida. Uma ação judicial concedida pela Justiça do Trabalho determinou que os bancos não abrissem em 3 de agosto, devido à falta de policiamento. Ocorreram greves e protestos de professores e servidores da segurança até a metade de setembro, quando assembleias destes servidores decidiram suspender a paralisação. Durante a greve, Sartori determinou o corte do ponto de grevistas.

#### Terceira fase do ajuste fiscal
No início de agosto, o executivo estadual enviou à Assembleia a terceira parte de seu ajuste fiscal, sendo posteriormente a maioria deles aprovados. Esta fase foi composta por: a adoção da previdência complementar para os futuros servidores foi aprovada, removendo o direito à aposentadoria integral e fez com que estes servidores recebam no máximo até o teto do Instituto Nacional do Seguro Social (R$ 4,6 mil, na época), sendo necessário contribuir para um fundo de pensão específico se desejarem uma aposentadoria maior; a remoção via Emenda constitucional da necessidade de plebiscito para o encerramento ou privatização da Companhia Estadual de Silos e Armazéns (Cesa), que gera prejuízos para o Estado, foi aprovada no final de dezembro; a extinção da Fundação Estadual de Produção e Pesquisa em Saúde (Fepps) e da Fundação Zoobotânica ainda não haviam sido votadas, enquanto que a extinção da Fundação de Esporte e Lazer do RS (Fundergs) foi aprovada; e a criação da subsidiária do Banrisul Cartões foi aprovada, dando o aval para a posterior abertura de até 49% das ações desta empresa na bolsa de valores quando o governo achar economicamente conveniente.
Primeiro bloqueio das contas estaduais pela União
Na manhã de 11 de agosto, Sartori anunciou, em entrevista coletiva, que o governo quitaria a folha salarial de julho de todos os servidores, estimada em R$ 360 milhões, e confirmou que atrasaria o pagamento de mais uma parcela da dívida com a União, vencida em 30 de julho. No mesmo dia, o Tesouro Nacional determinou o bloqueio das contas do governo, o que ocasionou no sequestro pela União de todos os pagamentos recebidos pelo Estado até que o valor da parcela, de R$ 263,9 milhões, fosse atingido, além do executivo perder completamente o controle dos cofres públicos. Nove dias depois, o valor da parcela da dívida foi atingido e o Estado teve suas contas desbloqueadas.

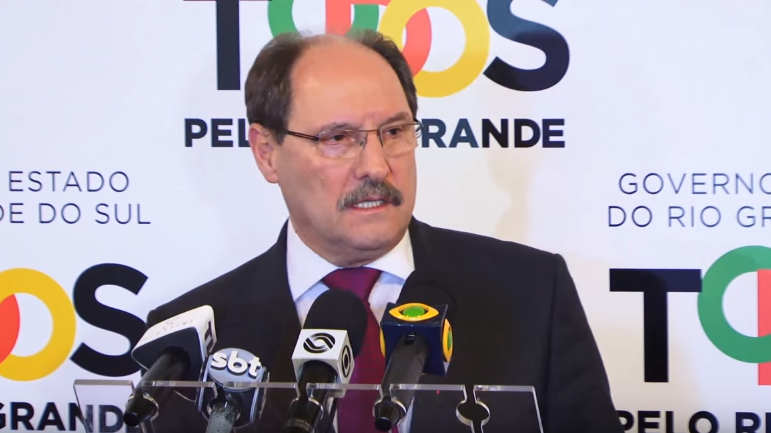
Sartori anuncia as medidas da quarta fase do ajuste fiscal gaúcho, em 20 de agosto

#### Quarta fase do ajuste fiscal
Em 20 de agosto, o governou encaminhou a quarta fase do ajuste fiscal para ser votada na Assembleia Legislativa. Entre as leis enviadas, estavam propostas de aumentos do Imposto sobre Circulação de Mercadorias e Serviços (ICMS) de 17% para 18%, do imposto sobre gasolina, álcool, telefonia fixa e móvel e energia elétrica (residencial e comercial) de 25% para 30%, e a criação do Fundo de Proteção e Amparo Social (Ampara), que aumentaria em 2% os impostos sobre bebidas, cigarros, cigarrilhas, fumos, perfumaria, cosméticos e a prestação de serviços de televisão por assinatura. A estimativa do governo era de que estas propostas aumentariam a arrecadação do Estado em R$ 2,1 bilhões em 2016, e também aumentos anuais permanentes e repasses para municípios. Além disso, também incluiu mudanças na lei do Imposto sobre a propriedade de veículos automotores (IPVA), propondo adiantar o calendário de pagamento e diminuir os descontos para bons motoristas, e a criação do Programa Especial de Quitação e Parcelamento (Refaz), para regularizar a situação fiscal de empresas. Em 23 de setembro, a Assembleia aprovou o aumento do ICMS por 27 votos favoráveis a 26 contrários, sendo decisivo o apoio do deputado Mário Jardel (PSD), que estava indeciso; no entanto, o projeto foi alterado para obter o apoio do PDT, passando a um aumento original por tempo indeterminado para um de três anos (2016 a 2018). O Ampara também foi aprovado por 27 votos a 26, vigorando de 2016 até 2025. Segundo a proposição, os impostos destinados ao Ampara seriam usados para "ações de alimentação, habitação, educação, saúde, segurança, reforço de renda familiar e outros programas de relevante interesse social voltados para a melhoria de qualidade de vida." O aumento da conta de energia elétrica, o Refaz e mudanças na legislação do IPVA também receberam o aval da maioria dos deputados. Durante os dias das sessões que deliberaram sobre os aumentos e outras iniciativas, houve confrontos entre servidores contrários aos projetos com policiais militares, que resultou na prisão de três pessoas.

#### Segundo bloqueio das contas estaduais pela União
Em 27 de agosto, o governo entrou com uma ação no STF para impedir que a União voltasse a bloquear as contas do Estado. Também foi confirmado que o Estado voltaria a atrasar o pagamento da parcela de sua dívida com a União. Na noite daquele dia, o secretário do Tesouro Nacional, Marcelo Saintive, confirmou que bloquearia as contas do Estado caso não houvesse o pagamento da parcela. Em 31 de agosto, Sartori anunciou que o salário de agosto dos servidores seria parcelado em quatro vezes, o que gerou uma nova onda de protestos e paralisações. Em 1º de setembro, o Tesouro bloqueou as contas do Estado pelo segundo mês consecutivo. Depois de dez dias, as contas foram desbloqueadas. Em 15 de setembro, o STF negou a liminar encaminhada pelo Estado para evitar o bloqueio de suas contas. Uma semana depois, o governo concluiu a quitação dos salários de agosto, e, apesar de anunciado que seria pago em quatro vezes, alguns salários foram parcelados em até seis vezes.

#### Quinta fase do ajuste fiscal
Nos primeiros dias de setembro, o governo encaminhou para a Assembleia Legislativa a quinta etapa do ajuste fiscal. Dois projetos de lei, ambos aprovados, compuseram este estágio do ajuste: o executivo conseguiu a ampliação de 85% para 95% do limite dos saques dos depósitos judiciais, e o Poder Judiciário dispensou durante quatro anos 50% dos juros recebidos do Poder Executivo pelo empréstimo destes recursos; e as Requisições de Pequeno Valor (RPVs), que são as dívidas de baixo valor que o Estado tinha a pagar, passaram de quarenta para até dez salários mínimos, o que provocaria o aumento da fila dos precatórios. Com a ampliação do limite dos saques dos depósitos judiciais, o executivo pôde sacar imediatamente R$ 1 bilhão, e, sem os juros cobrados pelo judiciário, haveria uma economia estimada em R$ 910 milhões entre 2015 a 2018. A votação da lei sobre as RPVs, que foi adiada por cinco vezes devido à divergências entre deputados governistas, recebeu 24 votos favoráveis e 24 contrários em 10 de novembro, o que resultou no voto de desempate do presidente do legislativo, Edson Brum (PMDB), que garantiu a aprovação do projeto. Após o anúncio do resultado, os opositores ao projeto afirmaram que buscariam que a justiça considerasse o PL inconstitucional.

#### Novos bloqueios das contas estaduais pela União
Em 1º de outubro, a União voltou a bloquear as contas do RS graças ao atraso do pagamento da dívida; o bloqueio encerrou em 13 de outubro. Duas semanas depois, o secretário da Fazenda Giovani Feltes disse, em entrevista, que o governo não poderia pagar o décimo terceiro salário dos servidores. Em 3 de novembro, o Estado teve suas contas bloqueadas depois de atrasar novamente o repasse da parcela de sua dívida. Dias antes do bloqueio, Feltes havia informado que o Estado iria priorizar o pagamento da folha salarial de outubro, o que foi feito integralmente. O décimo terceiro salário foi pago via empréstimo do Banrisul, uma ação aprovada pela Assembleia Legislativa, e as contas foram desbloqueadas em 11 de novembro. O salário de novembro voltou a ser parcelado.

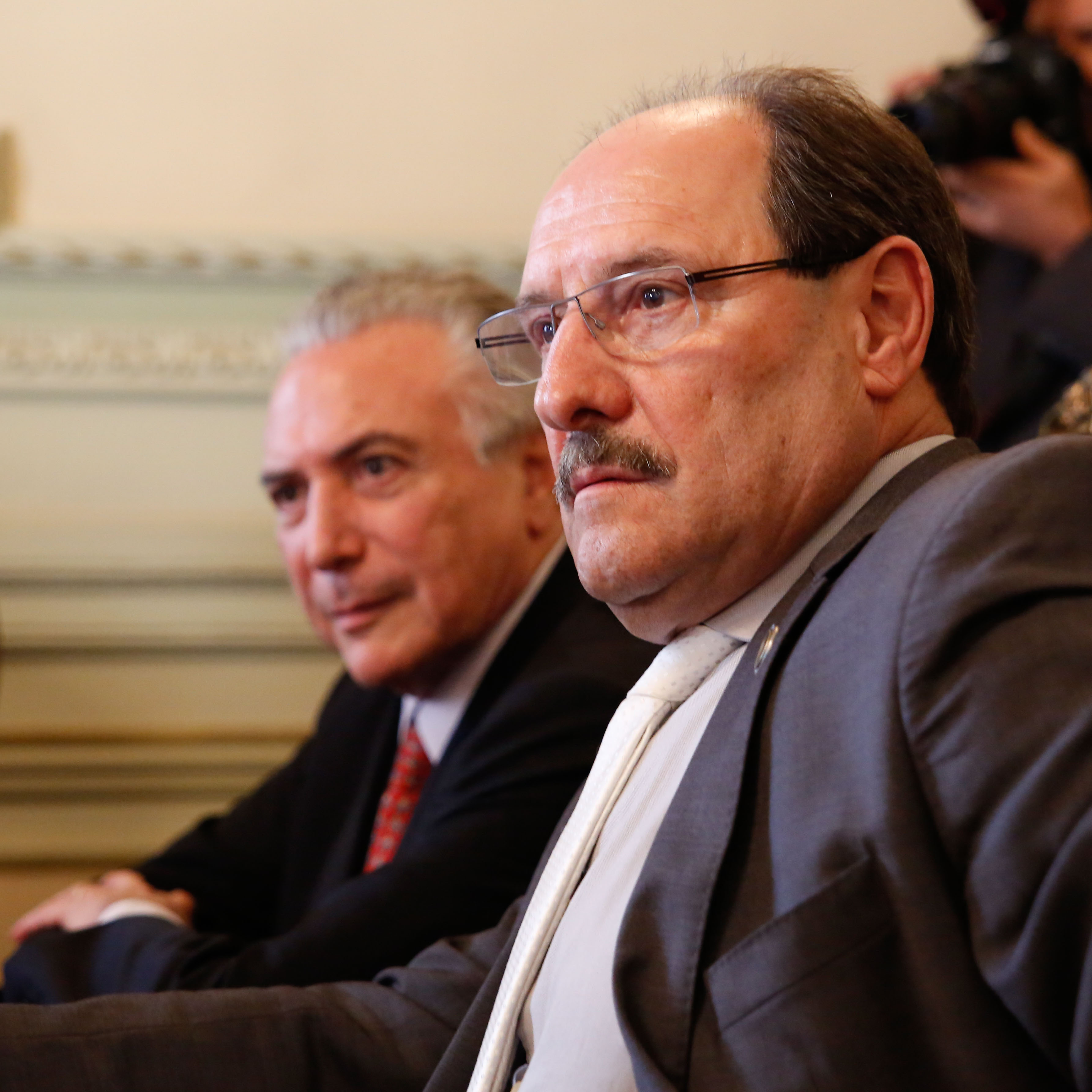
O presidente interino da República Michel Temer e Sartori durante uma reunião no Piratini, em 10 de dezembro.

#### Sexta fase do ajuste fiscal
Nas vésperas do Natal, o governador convocou a Assembleia Legislativa para realizar sessões extraordinárias com o objetivo de analisar e votar medidas propostas pelo executivo, chamada de sexta fase do ajuste fiscal. O governo encaminhou 31 projetos para serem votados, incluindo concessões, leis de incentivo, exclusividade da folha do Banrisul e a capitalização da Companhia Riograndense de Saneamento (CORSAN). Com a presença de apoiadores e opositores, a Assembleia aprovou todos os projetos da sexta fase do ajuste fiscal (quatro deles ficaram para serem apreciados em fevereiro de 2016).

#### Balanço do primeiro ano de governo
Em 29 de dezembro, o portal de notícias G1 publicou um infográfico referente ao andamento das propostas defendidas por Sartori ao longo de sua campanha. De um total de vinte promessas, treze ainda não tinham sido cumpridas, quatro haviam sido feitas parcialmente e três haviam sido concretizadas. As três propostas cumpridas foram: o corte de 20% das secretarias (cortou 30%), a diminuição de gastos com viagens e a contratação de funcionários para a inclusão de pessoas com deficiência. As quatro promessas feitas parcialmente foram: a redução de 30% dos cargos comissionados (foram cortados 19,4%), o programa de reinserção de ex-presos (embora o programa 'Preparando Para a Liberdade' tivesse sido criado, não havia entrado em funcionamento pleno devido à greve de servidores), a construção de escolas, o aumento de vagas no ensino profissionalizante e a regionalização do atendimento de alta e baixa complexidade (na Saúde). O restante das propostas, que ainda não haviam sido cumpridas, foram: a criação da rede gaúcha de cidades sustentáveis, a redução do índice da dívida de 13% para 7% (o governo questionou no STF, a forma com era feito o cálculo), a construção de duas escolas de turno integral para cada um das trinta coordenadorias regionais, a criação de um programa de formação de professores, a implantação da rede estadual de cultura, a criação de centros poliesportivos, a construção de um anel de transmissão de energia interligando as regiões Sul e Norte do Estado, o aumento do alcance do programa Saúde da Família para 100% (havia ficado em 55,7%), a ampliação dos investimentos em programas contra drogas e violência no trânsito, a ampliação do efetivo de policiais militares (diferentemente do proposto, houve uma diminuição do número de policiais), a ampliação do quadro da polícia civil, a criação de bases operacionais para o policiamento comunitário e o término do deficit de vagas no sistema prisional.

## Gabinete
Em 22 de dezembro de 2014, a Assembleia Legislativa aprovou por 29 votos a 14 o projeto de lei proposto por Sartori, então governador eleito, que reduziu de 27 para 19 o número de secretarias do governo estadual. Algumas destas secretarias foram extintas ou agrupadas, enquanto outras perderam o status de secretaria.
Em 13 de dezembro de 2014, a esposa do governador eleito, Maria Helena, foi nomeada por ele secretária de Estado Extraordinária do Gabinete de Políticas Sociais do Governo. Nas eleições de 2014, Maria Helena havia sido candidata à deputada estadual, ficando como a segunda suplente do PMDB. Com as nomeações de Fábio Branco e Juvir Costella para o secretariado, ela assumiria o mandato em 1º de fevereiro de 2015. Para assumir a Secretaria, ela não pôde tomar posse como deputada e abriu mão de metade da remuneração para exercer as funções de secretária e primeira-dama. Entre as funções do Gabinete de Políticas Sociais, estão as atividades normalmente realizadas pelas primeiras-damas, que no Estado não são remuneradas. A indicação de Maria Helena foi criticada pela oposição, que questionou a validade da secretaria com o argumento de que a criação de secretarias deveriam ter a aprovação da Assembleia Legislativa.

### Lista de secretários
Filiação dos secretários
      PMDB (10) /
      Sem partido (2) /
      PP (2) /
      PDT (2) /
      PSDB (1) /
      PSD (1) /
      PSB (1)
| Gabinete do governador José Ivo Sartori        | Gabinete do governador José Ivo Sartori | Gabinete do governador José Ivo Sartori | Gabinete do governador José Ivo Sartori |
| Secretaria                                     | Secretário Partido                      | Mandato                                 | Fonte                                   |
| ---------------------------------------------- | --------------------------------------- | --------------------------------------- | --------------------------------------- |
| Ambiente e Desenvolvimento Sustentável         | Ana Pellini Sem partido                 | 1º de janeiro de 2015                   | [ 113 ]                                 |
| Agricultura e Pecuária                         | Ernani Polo PP                          | 1º de janeiro de 2015                   | [ 114 ]                                 |
| Casa Civil                                     | Márcio Biolchi PMDB                     | 1º de janeiro de 2015                   | [ 115 ]                                 |
| Cultura                                        | Victor Hugo PMDB                        | 1º de janeiro de 2015                   | [ 116 ]                                 |
| Desenvolvimento Rural, Pesca e Cooperativismo  | Tarcísio Minetto PMDB                   | 1º de janeiro de 2015                   | [ 117 ]                                 |
| Educação                                       | Luís Antônio Alcoba de Freitas PDT      | 6 de junho de 2016                      | [ 118 ]                                 |
| Fazenda                                        | Giovani Feltes PMDB                     | 1º de janeiro de 2015                   | [ 115 ]                                 |
| Geral de Governo                               | Carlos Búrigo PMDB                      | 1º de janeiro de 2015                   | [ 119 ]                                 |
| Justiça                                        | Cesar Faccioli Sem partido              | 1º de janeiro de 2015                   | [ 113 ]                                 |
| Modernização Administrativa e Recursos Humanos | Raffaele Di Cameli PSD                  | 6 de junho de 2016                      | [ 116 ]                                 |
| Minas e Energia                                | Lucas Redecker PSDB                     | 1º de janeiro de 2015                   | [ 120 ]                                 |
| Obras, Saneamento e Habitação                  | Gerson Burmann PDT                      | 1º de janeiro de 2015                   | [ 121 ]                                 |
| Planejamento e Desenvolvimento Regional        | Cristiano Tatch PMDB                    | 1º de janeiro de 2015                   | [ 116 ]                                 |
| Gabinete de Políticas Sociais                  | Maria Helena Sartori PMDB               | 1º de janeiro de 2015                   | [ 122 ]                                 |
| Saúde                                          | João Gabbardo dos Reis PMDB             | 1º de janeiro de 2015                   | [ 113 ]                                 |
| Segurança Pública                              | Cezar Schirmer PMDB                     | 2 de setembro de 2016                   | [ 123 ]                                 |
| Trabalho e Desenvolvimento Social              | Catarina Paladini PSB                   | 6 de junho de 2016                      | [ 113 ]                                 |
| Transportes e Mobilidade                       | Pedro Westphalen PP                     | 1º de janeiro de 2015                   | [ 124 ]                                 |
| Turismo, Esporte e Lazer                       | Juvir Costella PMDB                     | 1º de janeiro de 2015                   | [ 125 ]                                 |

## Opinião pública
No primeiro semestre de 2015, duas pesquisas indicaram que o governador tinha uma aprovação superior à reprovação. Em 30 de janeiro, o Methodus divulgou uma pesquisa acerca da expectativa dos gaúchos em relação ao governo Sartori. O índice de confiança do governador era de 51,7%, contra 33,5% que declararam não confiar nele. Quanto a expectativa do governo recém empossado, 57,7% achavam que seria ótimo ou bom. Em 29 de abril, uma pesquisa do Paraná Pesquisas indicou que a aprovação do governo era de 54,4%, enquanto que era reprovado por 38,9%. Ainda de acordo com a pesquisa, 22,1% avaliaram que o governo estava melhor do que o esperado, 29,1% achavam que estava pior do que a expectativa e para 45,3% estava igual ao esperado.
Em 7 de outubro, o jornal Correio do Povo, em parceria com o Methodus, publicou uma pesquisa referente à avaliação do governo Sartori nas quatro cidades mais populosas. Em três cidades a avaliação do governo foi majoritariamente negativa: Porto Alegre (65,9% de ruim ou péssimo / 8% de ótimo ou bom), Pelotas (57,8% de ruim ou péssimo / 11,3% de ótimo ou bom) e Canoas (59,4% de ruim ou péssimo / 10,2% de ótimo ou bom). Apenas em Caxias do Sul, o reduto eleitoral do governador, que a reprovação não foi majoritária (42,9% regular / 31,3% de ruim ou péssimo / 25,7% de ótimo ou bom). A aprovação pessoal do desempenho do governador foi negativa também nestas três cidades: POA (80,4% de reprovação / 19,6%), Pelotas (73,4% de reprovação / 26,4% de aprovação) e Canoas (73,2% de reprovação / 26,8% de aprovação). Em Caxias do Sul, seu desempenho era aprovado por 52,7%, contra 47,3% de reprovação. Na opinião do diretor do Methodus, Jefferson Jaques, "Sartori repete o fenômeno do governo Yeda Crusius, que teve drástica corrosão de sua popularidade logo no primeiro ano do seu mandato."
O Instituto Paraná Pesquisas voltou a divulgar outro levantamento sobre a aprovação do governo Sartori em 11 de dezembro de 2015. Nesta pesquisa, o índice dos que reprovavam o governo subiu de 38,9% em abril para 60,6%, enquanto a aprovação caiu de 54,4% para 35,9%. Para 43,3% dos entrevistados, a gestão estava pior do que o esperado, enquanto que 13,1% responderam que estava melhor e para 42,2% estava igual. A área mais rejeitada foi a de segurança pública (com 81,5% de reprovação), seguida pela saúde (77,4%), economia (69,4%), educação (66,7%) e a área social (64,5%).